# Myopias crawleyi
Myopias crawleyi é uma espécie de formiga do gênero Myopias, pertencente à subfamília Ponerinae.